# Opel Astra H
 (septembre 2023).
Si vous disposez d'ouvrages ou d'articles de référence ou si vous connaissez des sites web de qualité traitant du thème abordé ici, merci de compléter l'article en donnant les références utiles à sa vérifiabilité et en les liant à la section « Notes et références ».
L'Opel Astra (série H) est un modèle du constructeur automobile allemand Opel sorti le 3 avril 2004. Aussi vendu sous la bannière Saturn en Amérique du Nord depuis 2008.

## Évolutions
- Avril 2004

Lancement de la berline à 5 portes avec trois motorisations à essence Twinport (1,4 L de 90 ch, 1,6 L de 105 ch et 1,8 L de 125 ch avec boîte mécanique ou automatique) et deux Diesel (1.7 CDTi de 80 et 100 ch)
Finition Enjoy : climatisation manuelle, rétroviseurs électriques et chauffants et lecteur CD MP3 avec prise auxiliaire.
Finition Sport (en plus) : jantes en aluminium, capteurs de pluie et de lumière, vitres électriques arrière, climatisation automatique et régulateur de vitesse.
Finition Cosmo (en plus) : ESP, antipatinage, antibrouillards, et siège semi cuir (option), tableau de bord gris clair, gris anthracite et plus récemment laqué noir (depuis 2007) tiré de la nouvelle Corsa 2007.
- Septembre 2004

Lancement du moteur 1.9 CDTi d'origine Fiat, décliné en deux puissances (120 et 150 ch), avec boîte mécanique à six rapports.
Présentation à la presse de la HPC (High Performance Concept) qui donne une idée de ce que sera le modèle GTC sportif.
- Novembre 2004

Version break
- Mai 2005

Lancement de la version GTC à trois portes, au style proche de celui d'un coupé. Cette version peut adopter un toit en verre panoramique (1 400 € sur Cosmo uniquement).
- Juillet 2005

Moteur Fiat 1.3 CDTi de 90 ch.
- Septembre 2005

Apparition du châssis 6 et remaniement de la gamme
- Décembre 2005

Lancement de la sportive Astra OPC (240 ch)
remaniement de la gamme
- Mai 2006

Lancement du modèle cabriolet : l'Astra Twin Top
- Février 2007

remaniement de la gamme et restylage.
- Octobre 2007

Lancement de la nouvelle motorisation 1.7 CDTI 125 ch d'origine Isuzu et fin de la motorisation Fiat 1.9 CDTI 120 ch mécanique
- Février 2008

10 millions d'Astra (1991-2008) ont été vendues, un record pour Opel.

## Finitions
Finitions disponibles au lancement de l'Astra en France :
- Essentia
- Enjoy
- Elegance
- Cosmo

## Modèle GTC
L'Opel Astra GTC, lancée en mai 2005, est la version 3-portes de la gamme Opel Astra H.

## Motorisations
Essence :
- 1.2 Twinport Ecotec 80 ch (moteur X12XE) distribuée en Tunisie
- 1.4 Twinport Ecotec 90 ch
- 1.6 Twinport Ecotec 105 ch
- 1.6 Ecotec 115 ch
- 1.8 Ecotec 125 ch
- 1,8 Ecotec 140 ch
- 1.6 Turbo Ecotec 180 ch
- 2.0 Turbo Ecotec 170 ch, 200 ch et 240 ch

Diesel :
- 1.3 CDTI Ecotec 90 ch (origine Fiat)
- 1.7 CDTI Ecotec 80 ch
- 1.7 CDTI Ecotec 100 ch
- 1.7 CDTI Ecotec 110 ch (ecoflex)
- 1.7 CDTI Ecotec 125 ch
- 1.9 CDTI Ecotec 100 ch, 120 ch et 150 ch (origine Fiat)

(indisponible en version GPL ou E85)

## Transmissions
L'Opel Astra GTC est une traction disponible avec différents types de boîtes de vitesses selon les modèles :
- Boîte manuelle 5 rapports (monodisque à sec)

Essence :
1.4 Twinport Ecotec 90 ch, 1.6 Twinport Ecotec 105ch, 1.8 Ecotec 125 ch
Diesel : 
- Boîte manuelle 6  (monodisque à sec)

Essence :
2.0 Turbo Ecotec 170 ch, 200 ch et 240 ch
1.6 Turbo Ecotec 180 ch
Diesel :
1.3 CDTI Ecotec 90 ch, 1.7 CDTI Ecotec 100ch, 1.7 CDTI Ecotec 125 ch, 1.9 CDTI Ecotec 120 ch et 150 ch
- Boîte manuelle automatisé Easytronic 5 rapports (embrayage monodisque à sec avec actionneur électrique ActiveSelect)

Cette boîte de vitesses n'est disponible que sur la version 1.6 Twinport Ecotec 105 ch
- Boîte automatique (convertisseur de couple)

Essence :
1.8 Ecotec 125 ch (4 rapports)
Diesel :
1.9 CDTI Ecotec 120 ch (6 rapports)

## Galerie

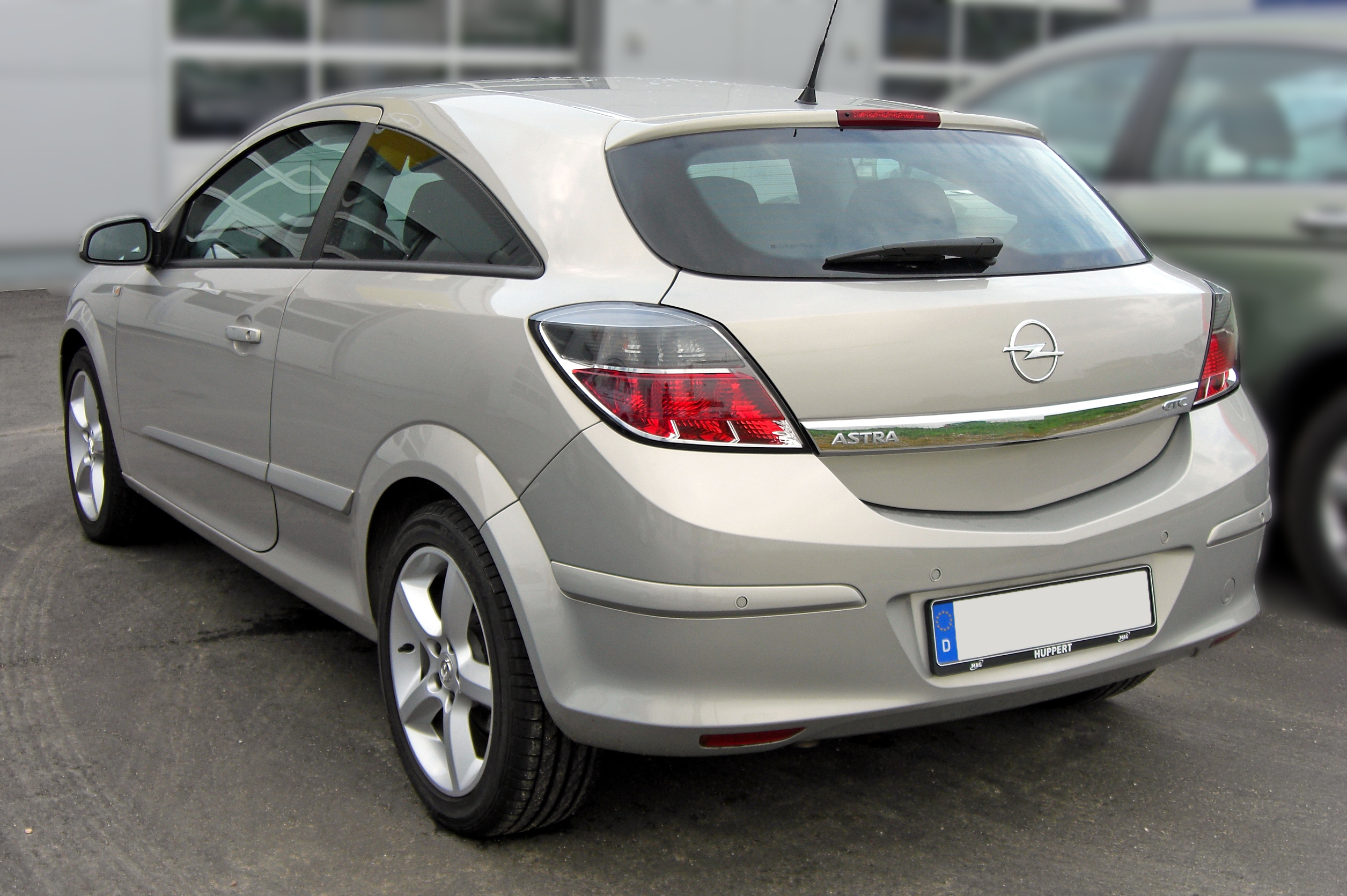
Opel Astra Mk5 GTC (2007–2010)
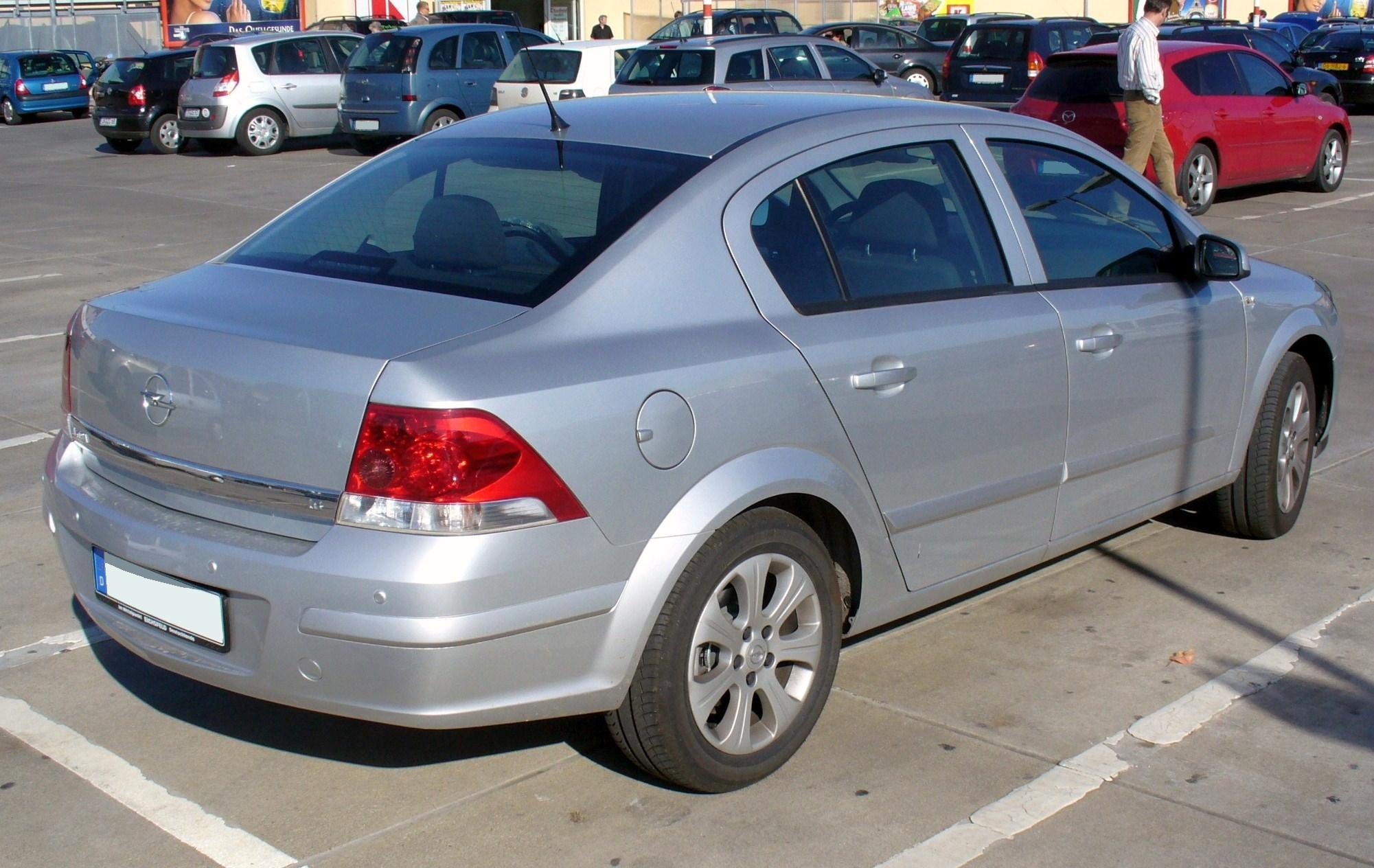
Opel Astra Mk5 Notchback (2008–2010)
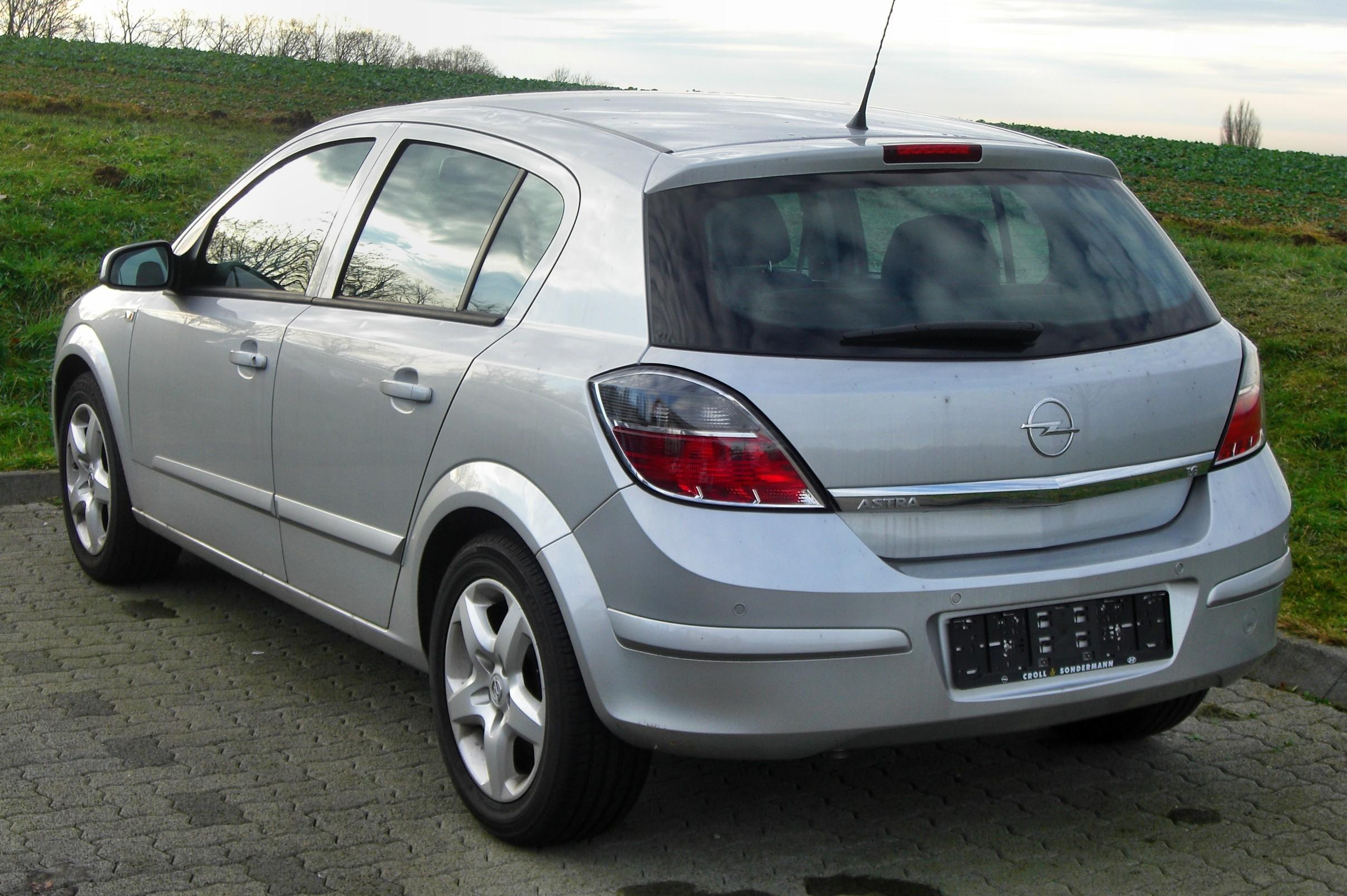
Opel Astra Mk5 (2007–2009)
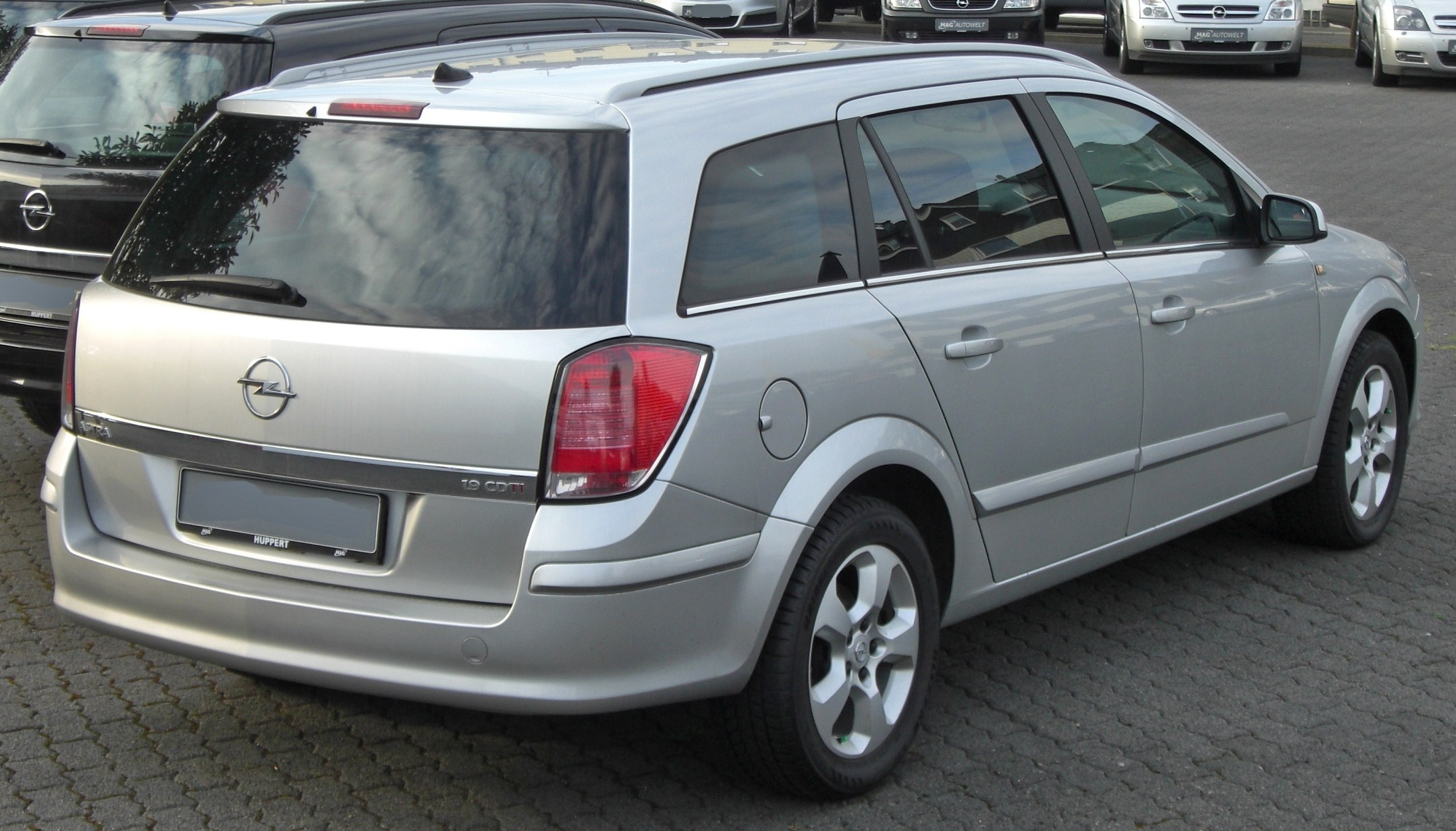
Opel Astra Mk5 Wagon (2005–2010)
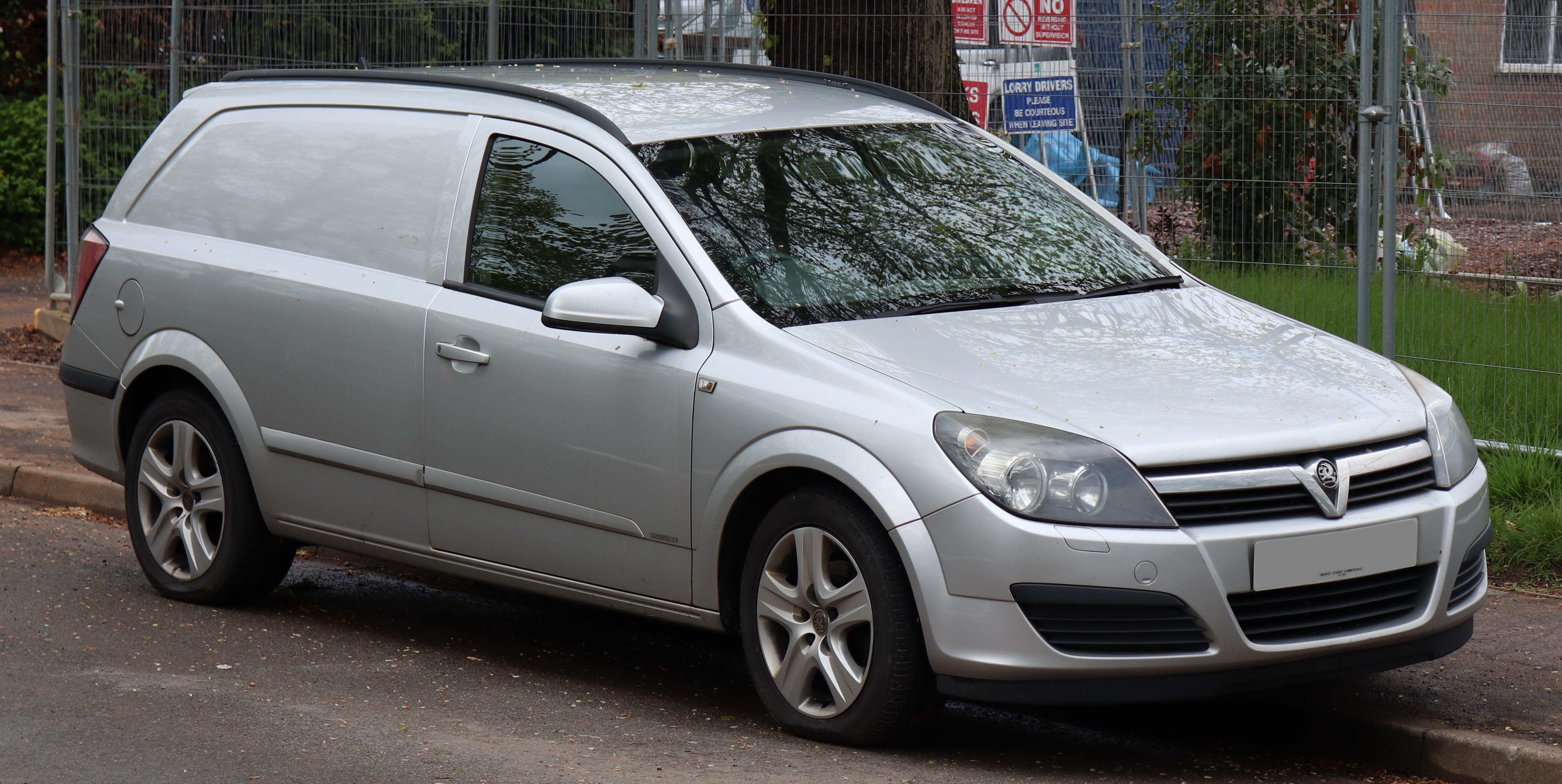
Vauxhall Astravan Mk5
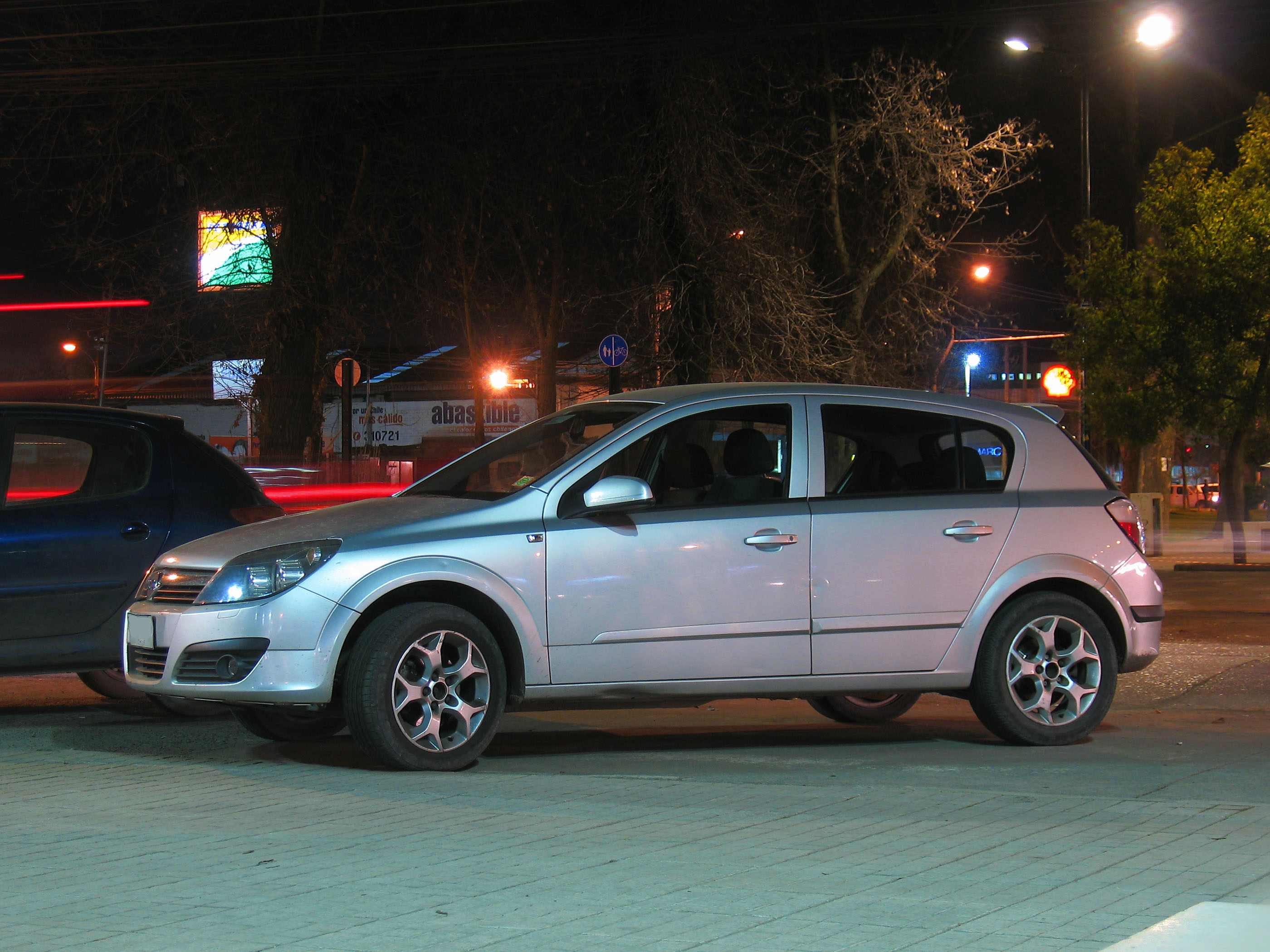
Chevrolet Vectra Mk5
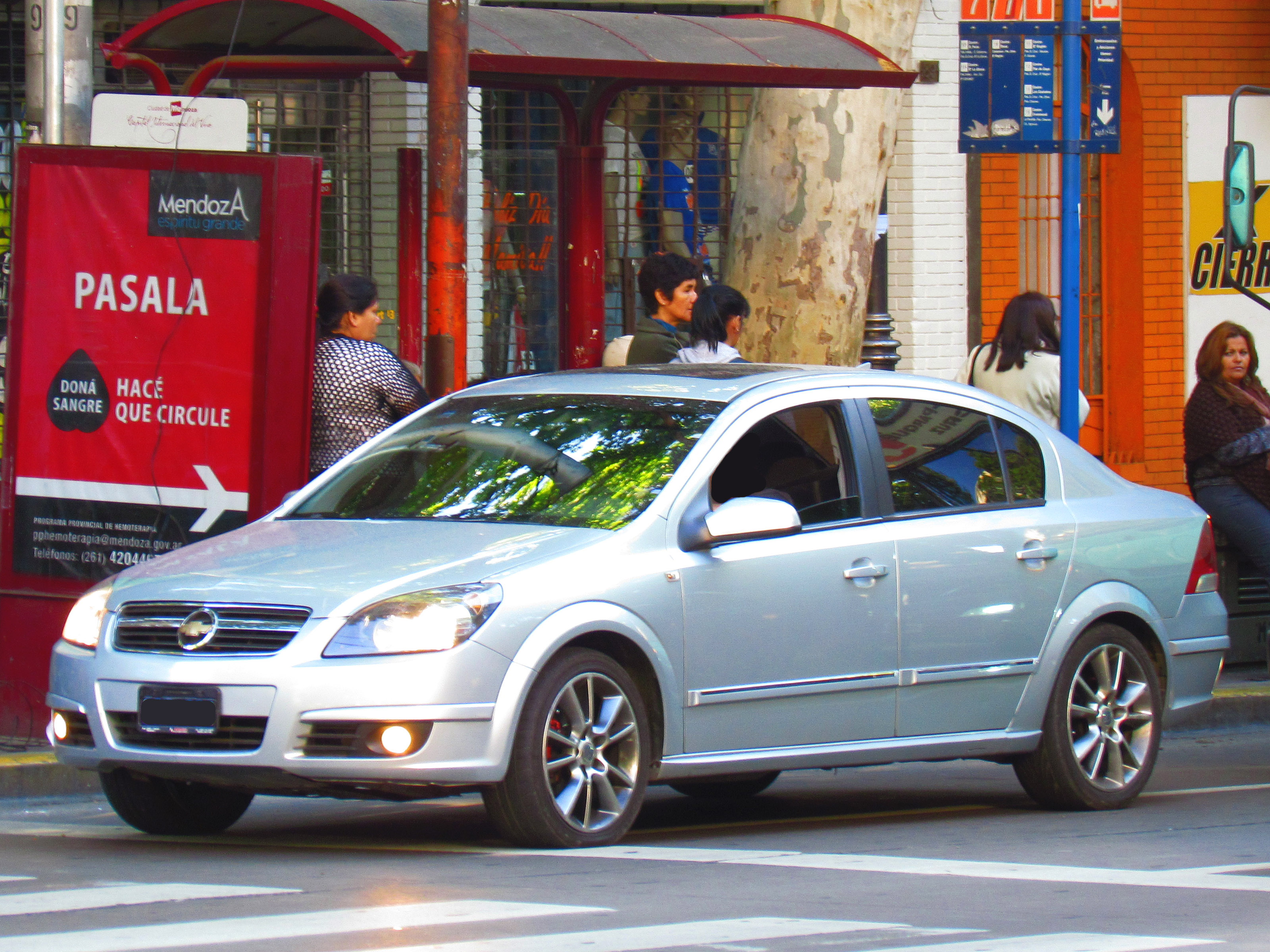
Chevrolet Vectra Mk5 Notchback
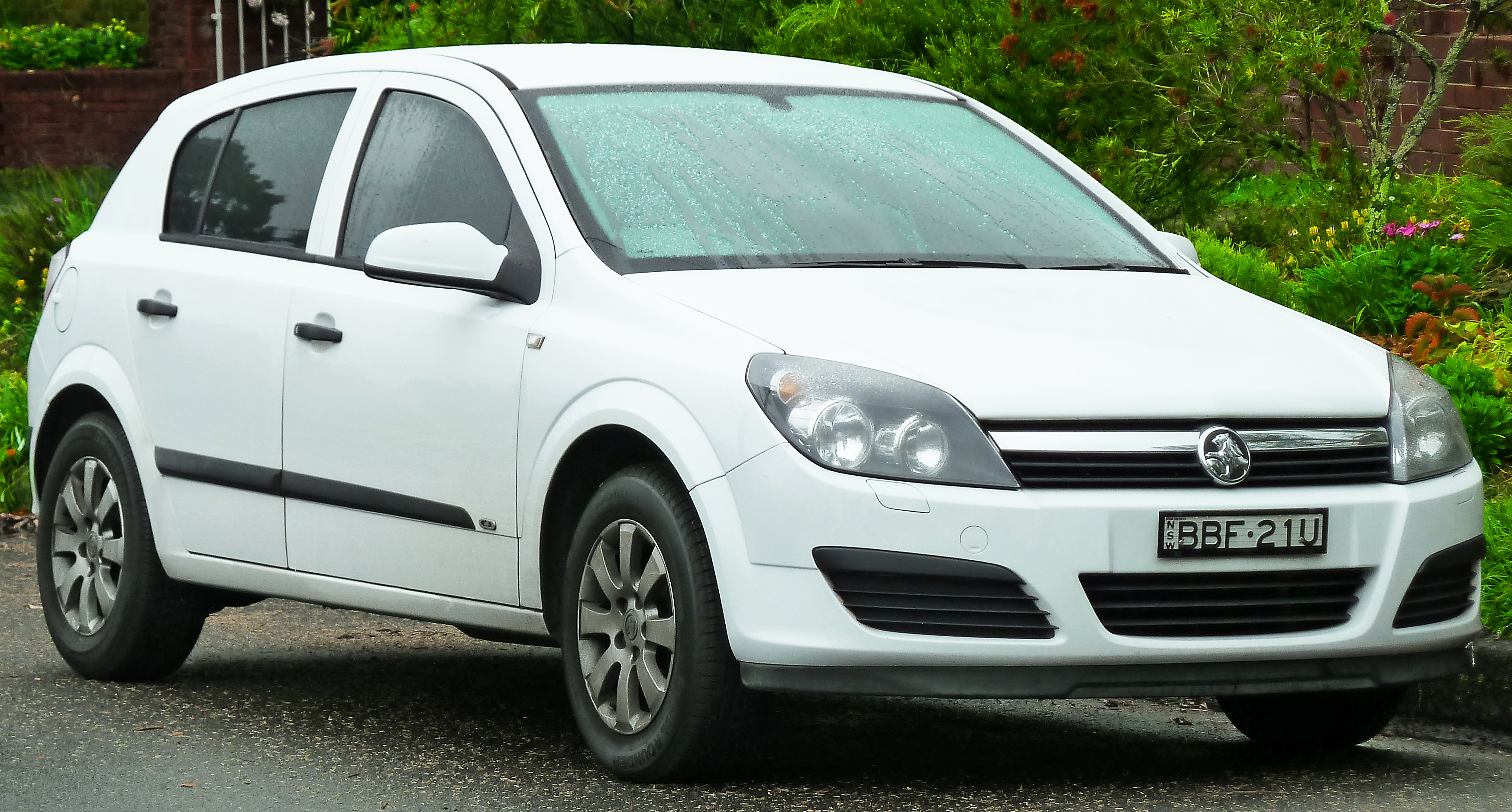
Holden Astra Mk5
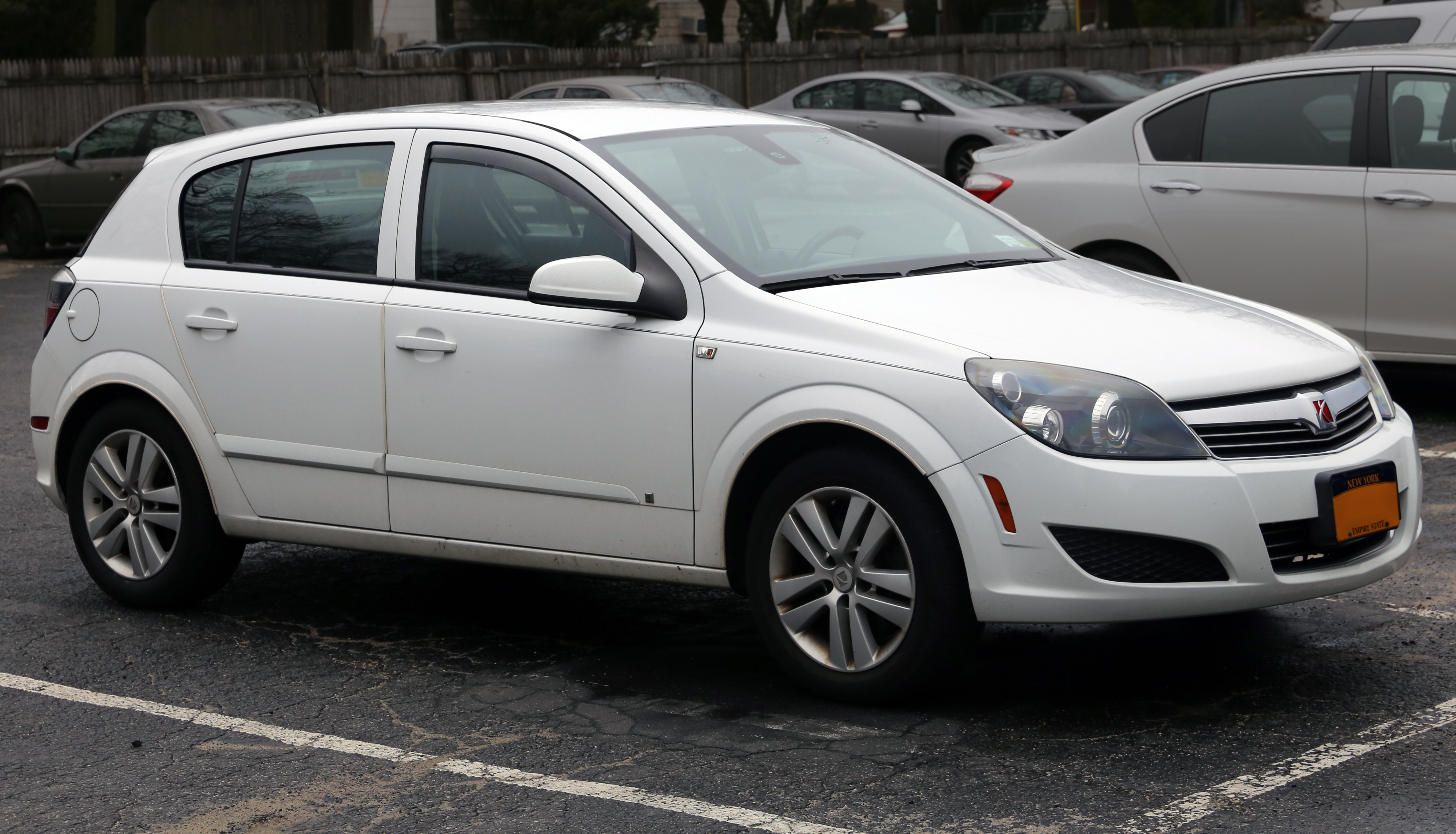
Saturn Astra Mk5